# دي جي راب
شاريسا سافيريو (Charissa Saverio) و تعرف أكثر باسم دي جي راب (Dj Rap) من مواليد 7 ديسمبر 1969 .هي دي جي و منتجة أسطوانات بريطانية مختصة في موسيقى الهاوس و موسيقى الرقص الإلكترونية .

## روابط خارجية
- دي جي راب على موقع IMDb (الإنجليزية)
- دي جي راب على موقع ميوزك برينز (الإنجليزية)
- دي جي راب على موقع أول ميوزيك (الإنجليزية)
- دي جي راب على موقع ديسكوغز (الإنجليزية)
- دي جي راب على موقع ديسكوغز (الإنجليزية)
- دي جي راب على موقع قاعدة بيانات الفيلم (الإنجليزية)